# Zwartkruinstreepvleugel
De zwartkruinstreepvleugel (Actinodura sodangorum) is een zangvogel uit de familie Leiothrichidae. Deze vogel is pas in 1996 ontdekt in Vietnam en in 1998 wetenschappelijk beschreven.

## Verspreiding en leefgebied
Deze soort is endemisch in de Centrale Hooglanden van Vietnam en zuidoostelijk Laos.

## Status
De grootte van de populatie wordt geschat op 10.000-20.000 vogels. De populatie is stabiel maar het verspreidingsgebied is klein. Op de Rode lijst van de IUCN heeft deze soort daarom de status gevoelig.